# Aérodrome de Niafunké
 (mars 2020).
L'aérodrome de Niafunké est un aéroport desservant Niafunké, une ville du cercle de Niafunké de la région de Tombouctou, au Mali. 
L'aéroport est à une altitude de 866 pieds (264 m) au-dessus du niveau moyen de la mer. Il a une piste de 1 200 mètres de long.